# 伊藤伸久
伊藤 伸久（いとう のぶひさ、1958年11月25日 - ）は、岐阜放送の報道部ニュースデスク、元アナウンサー・岐阜新聞解説委員・ひだ高山総局長。身長171cm、血液型O型。2012年3月15日より東京支社長を務めていた。

## 人物
岐阜県各務原市出身。岐阜県立各務原高等学校卒業。明治大学卒業後、1981年に岐阜放送に入社した。
中学から大学までずっと落語クラブ、落語研究会に所属。明治大学の落研では、3年先輩に後にコント赤信号を結成する渡辺正行、小宮孝泰がいた。1987年の夏には、オールナイトで放送された特別番組『夏の友』のパーソナリティを担当。

## 現在の担当番組
- きょうもラジオは!? 2時6時（ぎふチャンラジオ） - 2023年4月3日より月・火・金曜担当。
- 定時ニュース（水曜or木曜、またはその両方を担当することが多い）
- NEWSぎふチャン（テレビ。土曜・日曜に不定期で担当。
- 各種スポーツ実況

## 過去の担当番組

### テレビ
- キャロットステーション
- Weekly Fileぎふ
- みの・ひだ!
- らぶらぶワイドぎふTODAY
- なるほど夢情報
- 飛騨國テレビ（岐阜新聞ひだ高山総局長の肩書きで司会）

### ラジオ
- きょうもそう快!BUNBUNラジオ
- さわやかワイドぎふTODAY
- 夜のリクエスト[1]
- イトーの井戸端RADIO[1]
- 君も挑戦！ラジドラメーション
- ビビっと!モーニング→GIFT - 木・金曜担当、2019年1月8日より水曜担当の後、同年4月2日より現在の担当に。

岐阜新聞東京支社長就任後、2012年高校野球選手権岐阜大会の準決勝2試合と決勝のラジオ実況を担当した（5年ぶりとなる）。